# Ginevra Di Marco
Ginevra di Marco (Florence, 15 juli 1970) is een Italiaans zangeres.
In het begin van de jaren 90 zingt ze in de groep ESP, waarvan ook Orla speelde, later gitarist van de Bandabardò.
Het succes kwam in 1993 toen ze als gast te horen was op het album "Ko de mondo" van de groep CSI (Consorzio Suonatori Indipendenti). Op het volgende album van CSI "In quiete", een concertregistratie, zorgt ze naast Giovanni Lindo Ferretti, de leadzanger, voor het grootste deel van de vocalen.
In de tussentijd begint ze met Francesco Magnelli, ook lid van de CSI aan het uitwerken van een solocarrière. Het debuutalbum "Trama tenue" verschijnt in 1999. Van dit album verschijnt de single "3/Neretva" waarop ook Max Gazzè te horen is.
In 2001, valt de CSI uit elkaar, Ginevra gaat met enkele andere leden verder met het project PGR (Per Grazia Ricevuta). Een jaar later verschijnt het eerste en tevens laatste studioalbum van de groep met Ginevra "Per Grazia Ricevuta". Hetzelfde jaar wordt het soloalbum "Concerto n.1 Smodato temperante". Op de live-cd zijn veel nummers van "Trama tenue" te horen, evenals de covers "Ederlezi" (Goran Bregović) en "Khorakhan" (Fabrizio De André).
Na onenigheid met andere leden over de artistieke koers van de PGR verlaten Ginevra en Francesco Magnelli de groep en richten zich definitief op haar solocarrière. In 2005 verschijnt het tweede studioalbum "Discanto", twee jaar later "Stazioni Lunari prende terra a Puerto Libre". Op deze laatste cd vertolkt zij op eigen wijze volksliederen uit Italië (Campania, Sicilië en Toscane), de Balkan, Frankrijk en Griekenland. Aan het album wordt een tour gekoppeld die maandenlang door heel Italië voert.

## Discografie
- 1999 Trama tenue
- 2002 Concerto n.1 Smodato temperante (live)
- 2005 Disincanto
- 2006 Stazioni Lunari prende terra a Puerto Libre